# Reasne-Ruske, Iavoriv
Reasne-Ruske (în ucraineană Рясне-Руське) este localitatea de reședință a comunei Reasne-Ruske din raionul Iavoriv, regiunea Liov, Ucraina.

## Demografie
Componența lingvistică a localității Reasne-Ruske
     Ucraineană (99,73%)
     Alte limbi (0,27%)
Conform recensământului din 2001, majoritatea populației localității Reasne-Ruske era vorbitoare de ucraineană (99,73%), existând în minoritate și vorbitori de alte limbi.